# برف (آلبوم)
برف آخرین آلبوم فرهاد مهراد است، که توسط آونگ میوزیک در سال ۱۳۷۹ بر روری نوار کاست انتشار یافت. این آلبوم در سال ۱۳۸۱ بر روی لوح فشرده هم انتشار یافت؛ و در سال ۱۳۸۹ تحت حرکت باز انتشار آثار فرهاد مهراد، با عنوان "فرهاد ۱۵۹" باز انتشار یافت. همچنین این آلبوم در سایت بیبپ تونز، در سال ۱۳۹۱ عرضه شد. سپس بنا بر درخواست خانواده فرهاد مهراد انتشار این آلبوم غیرفعال شد.

## آهنگ‌های آلبوم
| شماره آهنگ | نام آهنگ         | آهنگساز                                              | شاعر                                                   | زبان                              | زمان |
| ---------- | ---------------- | ---------------------------------------------------- | ------------------------------------------------------ | --------------------------------- | ---- |
| ۱          | برف              | فرهاد                                                | - نیما یوشیج - حذف و تغییر در کلمات: فرهاد             | فارسی                             | ۴:۳۵ |
| ۲          | رباعیات          | فریدون شهبازیان                                      | - منسوب به ابوسعید ابوالخیر                            | فارسی                             | ۴:۴۴ |
| ۳          | خواب در بیداری   | فرهاد                                                | - خوان رامون خیمنس - حذف و تغییر در کلمات: فرهاد       | فارسی                             | ۶:۲۵ |
| ۴          | کتیبه            | فرهاد                                                | - فریدون رهنما                                         | فارسی                             | ۳:۲۹ |
| ۵          | گاندی            | فرهاد                                                | - برگرفته از کتاب گاندی                                | فارسی                             | ۳:۳۰ |
| ۶          | مرغ سحر          | مرتضی نی‌داوود (تغییر در فواصل ربع پرده: فرهاد)       | - ملک‌الشعراء بهار                                      | فارسی                             | ۳:۳۰ |
| ۷          | وقتی که بچه بودم | فرهاد                                                | - اسماعیل خویی - حذف و تغییر در کلمات: فرهاد           | فارسی                             | ۴:۱۶ |
| ۸          | گل یخ (جرا زنده) | برگرفته از موسیقی فیلم اشک ها و لبخند ها             | - برگرفته از فیلم اشک ها و لبخند ها                    | کورٌس اول: انگلیسی کورٌس دوم: فارسی | ۳:۲۱ |
| ۹          | شب تیره          | برگرفته از یک آهنگ روسی، ساخته در زمان جنگ جهانی دوم | - برگرفته از یک آهنگ روسی، ساخته در زمان جنگ جهانی دوم | فارسی                             | ۸:۰۱ |
| ۱۰         | بدون کلام        | فرهاد                                                | - بدون متن                                             | بدون متن                          | ۴:۳۴ |